# 骑士 (电影)
《骑士》（英語：The Rider）是2017年美国当代西部剧情片，由中国导演赵婷执导制作。影片由布雷迪·詹德罗、莉莉·詹德罗、蒂姆·詹德罗、莱恩·斯科特和凯特·克利福德主演，于南达科他州恶地拍摄。2017年5月20日，影片于第70屆坎城影展導演雙週单元首映，赢得艺术电影奖。2018年4月13日，影片在美国剧院上映，票房420万美元，其中剧情、演员表现、对真实人物与事件的刻画获得褒扬。

## 剧情
所有演员均为素人，住在松脊印第安人保留地的拉科塔族。布雷迪与父亲韦恩及罹患自闭症的小妹妹莉莉过着困顿的生活。布兰迪曾是小有名气的竞技牛仔明星，然而在一次比赛中不幸堕马，脑部从此落下顽疾，右手无力，还时不时癫痫发作。医生不让布兰迪骑马，说这只会加重病情。
布雷迪经常去看望好友莱茵。莱茵也遭遇类似的事故，脑部受挫，自从住在护理院。布兰迪的父亲毫不关心家人，整天酗酒、赌博。为了筹钱买拖车，他将家中的马古斯卖掉，布雷迪因此很生气。
布雷迪去便利店打零工，挣钱养家，也靠驯马赚点小钱。手头渐渐宽裕的布雷迪决定再买一匹马，但他的父亲早已给他买了一匹马，于是他像对待古斯一样细心照料它。然而，他不停医生的劝告，不知劳苦地骑马，最终一次癫痫发作差点要了他的命。医生警告他再骑马就会出人命。布雷迪回到家，发现他的马想逃跑，但挣脱时将腿弄伤，落下永久的伤残。布雷迪心知清楚这只马不再适合骑了，于是让父亲替自己将马杀掉。
布雷迪与父亲一番争执后，决定不顾医生劝阻参加骑马比赛。布雷迪上场前，看到家人正在看他，于是决定退出比赛，不再做一名竞技牛仔。

## 阵容
- 布雷迪·詹德罗 饰 布雷迪·布莱克本（Brady Blackburn）
- 蒂姆·詹德罗 饰 韦恩·布莱克本（Wayne Blackburn）
- 莉莉·詹德罗 饰 莉莉·布莱克本（Lilly Blackburn）
- 凯特·克利福德 饰 自己
- 特里·唐·普瑞尔（Terri Dawn Pourier）饰 自己
- 莱茵·斯科特（Lane Scott）饰 自己
- 坦纳·朗多（Tanner Langdeau）饰 自己
- 詹姆斯·卡伦（James Calhoon）饰 自己

## 发行
索尼经典电影购得影片全球发行权。

## 评价

### 票房
影片北美票房240万美元，海外票房110万美元，全球票房共350万美元。

### 专业评价
汇总媒体烂番茄评论182条，平均得分97/100，加权平均分8.44/10。网站共识写道：“《骑士》艰辛的剧情，只有在编剧兼导演赵婷利用素人讲述电影真实改编故事时才出现效果。”Metacritic评论42条，加权平均分92/100，表示“普遍好评”。
罗杰·伊伯特影评网的戈弗雷·柴谢尔（Godfrey Cheshire）给出4/4星满分评价，认为影片的“风格、轻快感、布景和情绪同时赋予这部最自信的电影诗歌令人着迷的力量”。
前美国总统贝拉克·奥巴马将影片列入他个人的2018年电影榜单。

### 奖项
| 大奖           | 颁奖日期       | 奖项             | 获得者                                         | 结果 | 参考          |
| -------------- | -------------- | ---------------- | ---------------------------------------------- | ---- | ------------- |
| 獨立精神獎     | 2018年3月3日   | 最佳影片         | 赵婷、莫莉·艾舍、伯特·哈默林克、萨莎·本·哈罗什 | 提名 | [ 11 ]        |
| 獨立精神獎     | 2018年3月3日   | 最佳导演         | 赵婷                                           | 提名 | [ 11 ]        |
| 獨立精神獎     | 2018年3月3日   | 最佳剪辑         | 亚历克斯·奥弗林（Alex O'Flinn）                | 提名 | [ 11 ]        |
| 獨立精神獎     | 2018年3月3日   | 最佳摄影         | 约书亚·詹姆斯·理查兹（Joshua James Richards）  | 提名 | [ 11 ]        |
| 哥譚獨立電影獎 | 2018年11月26日 | 最佳影片         | 《骑士》                                       | 獲獎 | [ 12 ] [ 13 ] |
| 哥譚獨立電影獎 | 2018年11月26日 | 观众票选奖       | 《骑士》                                       | 提名 | [ 12 ] [ 13 ] |
| 英国独立电影奖 | 2018年12月8日  | 最佳海外独立影片 | 赵婷、莫莉·艾舍、伯特·哈默林克、萨莎·本·哈罗什 | 提名 | [ 14 ]        |
| 國家評論協會   | 2019年1月8日   | 十佳独立影片     | 《骑士》                                       | 獲獎 | [ 15 ]        |
| 國家影評人協會 | 2019年1月5日   | 最佳影片         | 《骑士》                                       | 獲獎 | [ 16 ]        |
| 國家影評人協會 | 2019年1月5日   | 最佳导演         | 赵婷                                           | 提名 | [ 16 ]        |